# TrES-2b
TrES-2b (também conhecido como Kepler-1b ou GSC 03549-02811b) é um exoplaneta em orbita da estrela GSC 03549-02811 (conhecida na literatura exoplanetária como TrES-2) localizada a 750 anos luz de distância, na constelação de Draco(ou do dragão). O Planeta foi identificado em 2011 como o exoplaneta mais escuro já descoberto, refletindo menos de 1% da luz solar. O raio e a massa do planeta indicam que se trata de um gigante gasoso com uma composição similar a de Júpiter. Diferente de Júpiter, mas similar a muitos planetas detectados ao redor de outras estrelas, o TrES-2b está muito próximo de sua estrela, e pertence a uma classe de planetas conhecida como Júpiter quente. Este sistema está dentro do campo de visão do agora operante satélite Kepler .
O planeta continua a ser estudado por outros projetos e os parâmetros são melhorados continuamente. Um estudo de 2008 concluiu que o sistema TrES-2 (junto a outros dois) é um sistema de estrela binária, o que afeta significativamente os valores para os parâmetros estelares e planetários.

## Descoberta

A velocidade radial da GSC 03549-02811 pelo tempo, causada pela presença do TrES-2 b.

O TrES-2b foi descoberto no dia 21 de agosto de 2006 pelo Transatlantic Exoplanet Survey através da detecção do trânsito do planeta através de sua estrela parental. A descoberta foi confirmada pelo Observatório W. M. Keck no dia 8 de setembro de 2006, medindo-se a velocidade radial da estrela que abriga o TrES-2b.

## Ângulo de órbita
Em agosto de 2008 mais detalhes da relação entre a estrela parental e a órbita do planeta foram publicados. A órbita foi confirmada com uma inclinação de −9° ± 12° a partir do equador estelar. A direção orbital foi determinada na mesma direção da rotação da estrela.

## A missão Kepler
.

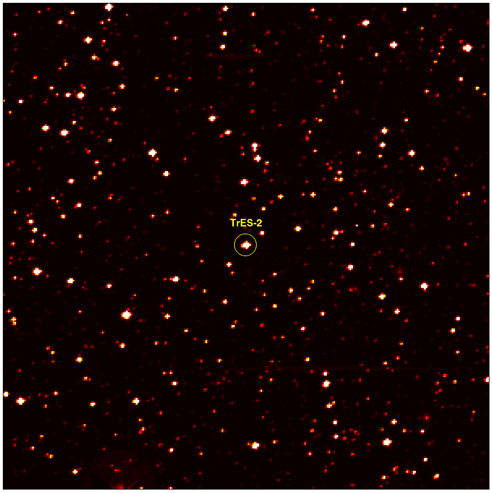
O sistema GSC 03549-02811 visto do satélite Kepler

Em março de 2009 a NASA lançou o satélite Kepler para descobrir exoplanetas pelo método de transição em órbitas estelares. Em abril de 2009 o projeto lançou as primeiras imagens do satélite e o TrES-2b foi um dos objetos em destaque nestas imagens. Embora o TrES-2b não seja o único exoplaneta conhecido no campo de visão do satélite, ele é o único identificado nas primeiras imagens de luz. Esse projeto é muito importante para calibragem e confirmações.

### O Planeta mais escuro
O primeiro resultado de maior importância do satélite Kepler sobre o TrES-2b é seu extremamente baixo albedo, medido em 2011 em aproximadamente 1%, o que o torna o exoplaneta mais escuro já conhecido, refletindo menos luz que o carvão. Não se sabe, ao certo, os motivos que o tornam tão escuro, mas uma das razões pode ser a falta de nuvens refletoras, o que torna Júpiter tão brilhante, devido a proximidade com sua estrela e a sua alta temperatura. Outra razão pode ser a presença de uma atmosfera rica em materiais que absorvem a luz como sódio vaporizado e óxido de titânio.